# Норвегия на летних Олимпийских играх 2012
Норвегия на летних Олимпийских играх 2012 была представлена 64 спортсменами (33 мужчины, 31 женщина), которые выступили в соревнованиях по 15 видам спорта. Они завоевали 2 золотые, 1 серебряную и 1 бронзовую медали.

## Медалисты

### Золото
| Золото | |                                                                       |
| №      | Спортсмены | Вид спорта (дисциплина)                                               |
| 1      | Ида Альстад, Каролине Дюхре Брейванг, Кари Олвик Гримсбё, Кари-Метте Йохансен, Аманда Куртович, Хейди Лёке, Кристине Лунде-Боргерсен, Катрин Лунде Харальдсен, Каролине Несс, Тонье Нёствольд, Линн Кристин Рьегельхут Корен, Гёрил Снорруэген, Линн Йёрум Суланн, Марит Мальм Фрафьорд, Камилла Херрем | Гандбол (женщины)                                                     |
| 2      | Эйрик Верос Ларсен | Гребля на байдарках и каноэ (мужчины, байдарки-одиночки, 1000 метров) |

### Серебро
| Серебро |                  |                             |
| №       | Спортсмены       | Вид спорта (дисциплина)     |
| 1       | Бартош Пьясецкий | Фехтование (мужчины, шпага) |

### Бронза
| Бронза |                    |                                                |
| №      | Спортсмены         | Вид спорта (дисциплина)                        |
| 1      | Александр Кристофф | Велоспорт (мужчины, групповая шоссейная гонка) |

## Результаты соревнований

### Академическая гребля
В следующий раунд из каждого заезда проходили несколько лучших экипажей (в зависимости от дисциплины). В утешительный заезд попадали спортсмены, выбывшие в предварительном раунде. В финал A выходили 6 сильнейших экипажей, остальные разыгрывали места в утешительных финалах B-F.
Мужчины
| Соревнование              | Спортсмены                   | Предварительный заезд | Предварительный заезд | Предварительный заезд | Отборочный заезд | Отборочный заезд | Отборочный заезд | Четвертьфинал | Четвертьфинал | Четвертьфинал | Полуфинал     | Полуфинал     | Полуфинал     | Финал   | Финал   | Итоговое место |
| Соревнование              | Спортсмены                   | Заезд                 | Время                 | Место                 | Заезд            | Время            | Место            | Заезд         | Время         | Место         | Заезд         | Время         | Место         | Время   | Место   | Итоговое место |
| ------------------------- | ---------------------------- | --------------------- | --------------------- | --------------------- | ---------------- | ---------------- | ---------------- | ------------- | ------------- | ------------- | ------------- | ------------- | ------------- | ------- | ------- | -------------- |
| одиночки                  | Олаф Туфте                   | 4                     | 7:00,90               | 2 Q                   | не участвовал    | не участвовал    | не участвовал    | 4             | 6:55,36       | 3 Q           | Полуфинал A/B | Полуфинал A/B | Полуфинал A/B | Финал B | Финал B | 9              |
| одиночки                  | Олаф Туфте                   | 4                     | 7:00,90               | 2 Q                   | не участвовал    | не участвовал    | не участвовал    | 4             | 6:55,36       | 3 Q           | 1             | 7:35,31       | 6             | 7:18,15 | 3       | 9              |
| двойки парные             | Нильс Якоб Хофф Хьетиль Борш | 2                     | 6:16,31               | 1 Q                   | не участвовали   | не участвовали   | не участвовали   | не проводится | не проводится | не проводится | 2             | 6:22,88       | 4             | Финал B | Финал B | 7              |
| двойки парные             | Нильс Якоб Хофф Хьетиль Борш | 2                     | 6:16,31               | 1 Q                   | не участвовали   | не участвовали   | не участвовали   | не проводится | не проводится | не проводится | 2             | 6:22,88       | 4             | 6:20,82 | 1       | 7              |
| Парные двойки, лёгкий вес |                              |                       |                       |                       |                  |                  |                  |               |               |               |               |               |               |         |         |                |

### Бадминтон
Спортсменов — 1
Женщины
| Соревнование     | Спортсмены  | Групповой этап | Групповой этап | Групповой этап | 1/8 финала    | 1/4 финала    | 1/2 финала    | Финал         | Финал |
| Соревнование     | Спортсмены  | 1 матч         | 2 матч         | 3 матч         | 1/8 финала    | 1/4 финала    | 1/2 финала    | Финал         | Финал |
| Соревнование     | Спортсмены  | Соперник Счёт  | Соперник Счёт  | Соперник Счёт  | Соперник Счёт | Соперник Счёт | Соперник Счёт | Соперник Счёт | Место |
| ---------------- | ----------- | -------------- | -------------- | -------------- | ------------- | ------------- | ------------- | ------------- | ----- |
| Одиночный разряд | Сара Кверно |                |                |                |               |               |               |               |       |

### Велоспорт
Спортсменов — 5

#### Шоссейный велоспорт
Мужчины
| Соревнование     | Спортсмены | Время | Место |
| ---------------- | ---------- | ----- | ----- |
| групповая гонка  |            |       |       |
|                  |            |       |       |
|                  |            |       |       |
|                  |            |       |       |
| раздельная гонка |            |       |       |

### Водные виды спорта

#### Плавание
Спортсменов — 2
В следующий раунд на каждой дистанции проходят лучшие спортсмены по времени, независимо от места занятого в своём заплыве.
Мужчины
| Соревнование | Спортсмен | Предварительные заплывы | Предварительные заплывы | Полуфиналы | Полуфиналы | Финал     | Финал |
| Соревнование | Спортсмен | Результат               | Место                   | Результат  | Место      | Результат | Место |
| ------------ | --------- | ----------------------- | ----------------------- | ---------- | ---------- | --------- | ----- |
| 100 м брасс  |           |                         |                         |            |            |           |       |

Женщины
| Соревнование     | Спортсмен | Предварительные заплывы | Предварительные заплывы | Полуфиналы | Полуфиналы | Финал     | Финал |
| Соревнование     | Спортсмен | Результат               | Место                   | Результат  | Место      | Результат | Место |
| ---------------- | --------- | ----------------------- | ----------------------- | ---------- | ---------- | --------- | ----- |
| 100 м баттерфляй |           |                         |                         |            |            |           |       |

#### Прыжки в воду
Мужчины
| Соревнование     | Спортсмены | Предварительный раунд | Предварительный раунд | Полуфинал | Полуфинал | Финал     | Финал |
| Соревнование     | Спортсмены | Результат             | Место                 | Результат | Место     | Результат | Место |
| ---------------- | ---------- | --------------------- | --------------------- | --------- | --------- | --------- | ----- |
| Вышка, 10 метров |            |                       |                       |           |           |           |       |

### Гандбол
Спортсменов — 15

#### Женщины
Состав команды
| Женская сборная Норвегии по гандболу | Женская сборная Норвегии по гандболу | Женская сборная Норвегии по гандболу | Женская сборная Норвегии по гандболу | Женская сборная Норвегии по гандболу | Женская сборная Норвегии по гандболу | Женская сборная Норвегии по гандболу | Женская сборная Норвегии по гандболу | Женская сборная Норвегии по гандболу |
| №                                    | Имя                                  | Возраст и дата рождения              | Рост                                 | Клуб                                 | Игры                                 | Голы                                 |                                      |                                      |
| ------------------------------------ | ------------------------------------ | ------------------------------------ | ------------------------------------ | ------------------------------------ | ------------------------------------ | ------------------------------------ | ------------------------------------ | ------------------------------------ |
| 1                                    | Кари Олвик Гримсбё (GK)              | 4 января 1985 (27 лет)               | 1,80 м                               | Эсбьерг                              |                                      |                                      |                                      |                                      |
| 16                                   | Катрин Лунде Харальдсен (GK)         | 30 марта 1980 (32 года)              | 1,81 м                               | Дьёр                                 |                                      |                                      |                                      |                                      |
| 3                                    | Каролине Несс                        | 24 июля 1987 (25 лет)                | 1,78 м                               | Стабек                               |                                      |                                      |                                      |                                      |
| 5                                    | Ида Альстад                          | 13 июня 1985 (27 лет)                | 1,72 м                               | Биосен                               |                                      |                                      |                                      |                                      |
| 6                                    | Хейди Лёке                           | 12 декабря 1982 (29 лет)             | 1,77 м                               | Дьёр                                 |                                      |                                      |                                      |                                      |
| 7                                    | Тонье Ноствольд                      | 7 мая 1985 (27 лет)                  | 1,78 м                               | Биосен                               |                                      |                                      |                                      |                                      |
| 8                                    | Каролин Дюре Брейванг                | 10 мая 1980 (32 года)                | 1,72 м                               | Ларвик                               |                                      |                                      |                                      |                                      |
| 9                                    | Кристин Лунде-Боргесен               | 30 марта 1980 (32 года)              | 1,83 м                               | Вог                                  |                                      |                                      |                                      |                                      |
| 11                                   | Кари Метте Йохансен                  | 11 января 1979 (33 года)             | 1,72 м                               | Ларвик                               |                                      |                                      |                                      |                                      |
| 13                                   | Марит Мальм Фрафьорд                 | 25 ноября 1985 (26 лет)              | 1,82 м                               | Виборг                               |                                      |                                      |                                      |                                      |
| 15                                   | Линн Йёрум Сулланд                   | 15 июля 1984 (28 лет)                | 1,78 м                               | Ларвик                               |                                      |                                      |                                      |                                      |
| 18                                   | Линн-Кристин Рьегельхут Корен        | 1 августа 1984 (27 лет)              | 1,75 м                               | Ларвик                               |                                      |                                      |                                      |                                      |
| 21                                   | Гёрил Снороэгген                     | 15 февраля 1985 (27 лет)             | 1,77 м                               | Эсбьерг                              |                                      |                                      |                                      |                                      |
| 22                                   | Аманда Куртович                      | 25 июля 1991 (21 год)                | 1,79 м                               | Ларвик                               |                                      |                                      |                                      |                                      |
| 23                                   | Камилла Херрем                       | 8 октября 1986 (25 лет)              | 1,66 м                               | Биосен                               |                                      |                                      |                                      |                                      |
| Главный тренер: Торир Хергейрссон    |                                      |                                      |                                      |                                      |                                      |                                      |                                      |                                      |

Результаты
Группа B
| Место | Команда          | В | Н | П | ГЗ | ГП | +/- | Очки |
| ----- | ---------------- | - | - | - | -- | -- | --- | ---- |
| 1     | Дания            | 0 | 0 | 0 | 0  | 0  | 0   | 0    |
| 2     | Испания          | 0 | 0 | 0 | 0  | 0  | 0   | 0    |
| 3     | Норвегия         | 0 | 0 | 0 | 0  | 0  | 0   | 0    |
| 4     | Франция          | 0 | 0 | 0 | 0  | 0  | 0   | 0    |
| 5     | Швеция           | 0 | 0 | 0 | 0  | 0  | 0   | 0    |
| 6     | Республика Корея | 0 | 0 | 0 | 0  | 0  | 0   | 0    |

| 28 июля 2012 21:15 (UTC+1) | Норвегия | : | Франция | Коппер Бокс |

| 30 июля 2012 21:15 (UTC+1) | Швеция | : | Норвегия | Коппер Бокс |

| 1 августа 2012 09:30 (UTC+1) | Норвегия | : | Республика Корея | Коппер Бокс |

| 3 августа 2012 21:15 (UTC+1) | Дания | : | Норвегия | Коппер Бокс |

| 5 августа 2012 19:30 (UTC+1) | Норвегия | : | Испания | Коппер Бокс |

### Гребля на байдарках и каноэ
Спортсменов — 2

#### Гребля на гладкой воде
Мужчины
| Соревнование | Спортсмены         | Предварительный этап | Предварительный этап | Полуфиналы | Полуфиналы | Финал | Финал |
| Соревнование | Спортсмены         | Время                | Место                | Время      | Место      | Время | Место |
| ------------ | ------------------ | -------------------- | -------------------- | ---------- | ---------- | ----- | ----- |
| Б-1, 1000 м  | Эйрис Верос Ларсен |                      |                      |            |            |       | '     |

Женщины
| Соревнование | Спортсмены        | Предварительный этап | Предварительный этап | Полуфиналы | Полуфиналы | Финал | Финал |
| Соревнование | Спортсмены        | Время                | Место                | Время      | Место      | Время | Место |
| ------------ | ----------------- | -------------------- | -------------------- | ---------- | ---------- | ----- | ----- |
| Б-1, 500 м   | Мира Верос Ларсен |                      |                      |            |            |       | '     |

### Конный спорт
Спортсменов — 1

#### Выездка
| Соревнование              | Спортсмены | Большой Приз | Большой Приз | Переездка Большого Приза | Переездка Большого Приза | КЮР Большого Приза | КЮР Большого Приза | Всего     | Всего |
| Соревнование              | Спортсмены | Результат    | Место        | Результат                | Место                    | Результат          | Место              | Результат | Место |
| ------------------------- | ---------- | ------------ | ------------ | ------------------------ | ------------------------ | ------------------ | ------------------ | --------- | ----- |
| Индивидуальное первенство |            |              |              |                          |                          |                    |                    |           |       |

### Лёгкая атлетика
Спортсменов — 19
Мужчины
| Дисциплина      | Спортсмен | Предварительный раунд | Предварительный раунд | Четвертьфиналы | Четвертьфиналы | Полуфиналы | Полуфиналы | Финал     | Финал |
| Дисциплина      | Спортсмен | Результат             | Место                 | Результат      | Место          | Результат  | Место      | Результат | Место |
| --------------- | --------- | --------------------- | --------------------- | -------------- | -------------- | ---------- | ---------- | --------- | ----- |
| 100 м           |           |                       |                       |                |                |            |            |           |       |
| 200 м           |           |                       |                       |                |                |            |            |           |       |
| 3 000 м с/п     |           |                       |                       |                |                |            |            |           |       |
| марафон         |           |                       |                       |                |                |            |            |           |       |
| ходьба на 50 км |           |                       |                       |                |                |            |            |           |       |
| метание копья   |           |                       |                       |                |                |            |            |           |       |
| метание молота  |           |                       |                       |                |                |            |            |           |       |

Женщины
| Дисциплина      | Спортсмен | Предварительный раунд | Предварительный раунд | Четвертьфиналы | Четвертьфиналы | Полуфиналы | Полуфиналы | Финал     | Финал |
| Дисциплина      | Спортсмен | Результат             | Место                 | Результат      | Место          | Результат  | Место      | Результат | Место |
| --------------- | --------- | --------------------- | --------------------- | -------------- | -------------- | ---------- | ---------- | --------- | ----- |
| 100 м           |           |                       |                       |                |                |            |            |           |       |
| 800 м           |           |                       |                       |                |                |            |            |           |       |
| 1 500 м         |           |                       |                       |                |                |            |            |           |       |
| 100 м с/б       |           |                       |                       |                |                |            |            |           |       |
| 400 м с/б       |           |                       |                       |                |                |            |            |           |       |
| 3 000 м с/п     |           |                       |                       |                |                |            |            |           |       |
| марафон         |           |                       |                       |                |                |            |            |           |       |
|                 |           |                       |                       |                |                |            |            |           |       |
| прыжки в высоту |           |                       |                       |                |                |            |            |           |       |
| прыжки с шестом |           |                       |                       |                |                |            |            |           |       |
| метание молота  |           |                       |                       |                |                |            |            |           |       |
| семиборье       |           |                       |                       |                |                |            |            |           |       |

### Парусный спорт
Спортсменов — 6
Соревнования по парусному спорту в каждом из классов состояли из 10 гонок, за исключением класса 49er, где проводилось 15 заездов. В каждой гонке спортсмены стартовали одновременно. Победителем каждой из гонок становился экипаж, первым пересекший финишную черту. Количество очков, идущих в общий зачёт, соответствовало занятому командой месту. 10 лучших экипажей по результатам 10 гонок попадали в медальную гонку, результаты которой также шли в общий зачёт. В случае если участник соревнований не смог завершить гонку ему начислялось количество очков, равное количеству участников плюс один. При итоговом подсчёте очков не учитывался худший результат, показанный экипажем в одной из гонок. Сборная, набравшая наименьшее количество очков, становится олимпийским чемпионом.
Мужчины
| Класс    | Спортсмены           | Гонка | Гонка | Гонка | Гонка | Гонка | Гонка | Гонка | Гонка | Гонка | Гонка | Гонка         | Очки | Место |
| Класс    | Спортсмены           | 1     | 2     | 3     | 4     | 5     | 6     | 7     | 8     | 9     | 10    | M             | Очки | Место |
| -------- | -------------------- | ----- | ----- | ----- | ----- | ----- | ----- | ----- | ----- | ----- | ----- | ------------- | ---- | ----- |
| RS:X     | Себастьян Ван-Хансен | 19    | 17    | 31    | 18    | 18    | 20    | 19    | 18    | 25    | 32    | Не участвовал | 185  | 24    |
| Лазер    |                      |       |       |       |       |       |       |       |       |       |       |               |      |       |
| Звёздный |                      |       |       |       |       |       |       |       |       |       |       |               |      |       |

Женщины
| Класс        | Спортсмены | Гонка | Гонка | Гонка | Гонка | Гонка | Гонка | Гонка | Гонка | Гонка | Гонка | Гонка | Очки | Место |
| Класс        | Спортсмены | 1     | 2     | 3     | 4     | 5     | 6     | 7     | 8     | 9     | 10    | M     | Очки | Место |
| ------------ | ---------- | ----- | ----- | ----- | ----- | ----- | ----- | ----- | ----- | ----- | ----- | ----- | ---- | ----- |
| RS:X         |            |       |       |       |       |       |       |       |       |       |       |       |      |       |
| Лазер Радиал |            |       |       |       |       |       |       |       |       |       |       |       |      |       |

Использованы следующие сокращения:
- M — медальная гонка

### Стрельба
Спортсменов — 6
По итогам квалификации 6 или 8 лучших спортсменов (в зависимости от дисциплины), набравшие наибольшее количество очков, проходили в финал. Победителем соревнований становился стрелок, набравший наибольшую сумму очков по итогам квалификации и финала. В пулевой стрельбе в финале количество очков за попадание в каждой из попыток измерялось с точностью до десятой.
Мужчины
| Соревнование                          | Спортсмены         | Квалификация | Квалификация | Финал                | Всего                | Всего                |
| Соревнование                          | Спортсмены         | Результат    | Место        | Финал                | Результат            | Место                |
| ------------------------------------- | ------------------ | ------------ | ------------ | -------------------- | -------------------- | -------------------- |
| Пневматическая винтовка, 10 метров    |                    |              |              |                      |                      |                      |
| Винтовка лёжа, 50 метров              |                    |              |              |                      |                      |                      |
| Винтовка из трёх положений, 50 метров | Оле Кристиан Брюхн | 1169         | 7            | 98,8                 | 1267,8               | 7                    |
| Винтовка из трёх положений, 50 метров | Аре Хансен         | 1163         | 22           | Завершил выступление | Завершил выступление | Завершил выступление |
| Скит                                  |                    |              |              |                      |                      |                      |

Женщины
| Соревнование                       | Спортсмены | Квалификация | Квалификация | Финал | Всего     | Всего |
| Соревнование                       | Спортсмены | Результат    | Место        | Финал | Результат | Место |
| ---------------------------------- | ---------- | ------------ | ------------ | ----- | --------- | ----- |
| Пневматическая винтовка, 10 метров |            |              |              |       |           |       |

### Стрельба из лука
Спортсменов — 1
Мужчины
| Соревнование              | Спортсмены   | Квалификация | Квалификация | 1/32 финала        | 1/16 финала        | 1/8 финала         | Четвертьфинал      | Полуфинал          | Финал              |
| Соревнование              | Спортсмены   | Результат    | Место        | Соперник Результат | Соперник Результат | Соперник Результат | Соперник Результат | Соперник Результат | Соперник Результат |
| ------------------------- | ------------ | ------------ | ------------ | ------------------ | ------------------ | ------------------ | ------------------ | ------------------ | ------------------ |
| Индивидуальное первенство | Борд Нестенг |              |              |                    |                    |                    |                    |                    |                    |

### Фехтование
Спортсменов — 1
В индивидуальных соревнованиях спортсмены сражаются три раунда по три минуты, либо до того момента, как один из спортсменов нанесёт 15 уколов. Если по окончании времени в поединке зафиксирован ничейный результат, то назначается дополнительная минута до «золотого» укола.
Мужчины
| Соревнование         | Спортсмены       | 1/32 финала        | 1/16 финала                   | 1/8 финала                | Четвертьфиналы                | Полуфиналы                    | Финал матч за 3-е место        | Место |
| Соревнование         | Спортсмены       | Соперник Результат | Соперник Результат            | Соперник Результат        | Соперник Результат            | Соперник Результат            | Соперник Результат             | Место |
| -------------------- | ---------------- | ------------------ | ----------------------------- | ------------------------- | ----------------------------- | ----------------------------- | ------------------------------ | ----- |
| Индивидуальная шпага | Бартош Пьясецкий |                    | Готье Грюмье (FRA) поб. 14:13 | Геза Имре (HUN) поб. 15:7 | Янник Борель (FRA) поб. 15:11 | Чон Джин Сон (KOR) поб. 15:13 | Рубен Лимардо (VEN) пор. 10:15 | 2     |